# Mirna (rzeka)
Mirna (wł. Fiume Quieto) – rzeka w Chorwacji, na półwyspie Istria.

## Opis
Długość wynosi 53 km, a dorzecze zajmuje powierzchnię 458 km². Powstaje z połączenia Dragi i Rječicy w Ćićariji, na wschód od Buzetu. Główne dopływy to Ričina, Butoniga i Bračana. Na rzece zbudowano sztuczny zbiornik Butoniga. Mirna do Morza Adriatyckiego wpada 3 km na wschód od Novigradu. W pobliżu ujścia do Morza Adriatyckiego jej woda jest słona i słonawa.
Niedaleko Istarskich toplic znajduje się przełom Mirny o głębokości 200 m. Na wzgórzach nad doliną Mirny leżą m.in. Motovun, Grožnjan i Oprtalj. Jej dolny bieg został skanalizowany w XVII wieku, a przyległe tereny odwodnione.
Ryby żyjące w rzece to pstrąg, węgorz, dorada, leszcz i barwena. Wody Mirny są czerpane na potrzeby istryjskich wodociągów. 